# Burchard Precht
Ne pas confondre avec son fils Burchard Precht (dit le Jeune) (1689-?)
Burchard Precht (dit l'Ancien), né le 24 octobre 1651 et mort le 26 février 1738, est un ébéniste et sculpteur suédo-allemand. Il est le père de Burchard Precht (dit le Jeune). Il est surtout connu pour ses contributions à la Cathédrale de Stockholm et à la Cathédrale d'Uppsala ; il a conçu le retable d'Uppsala en 1728. Burchard Precht et son atelier ont également créé d'autres ameublements d'église, y compris les épitaphes, et une grande quantité de meubles, principalement des tables dorées, des guéridons et des ornements de cadres pour miroirs et tableaux.

## Jeunesse et carrière

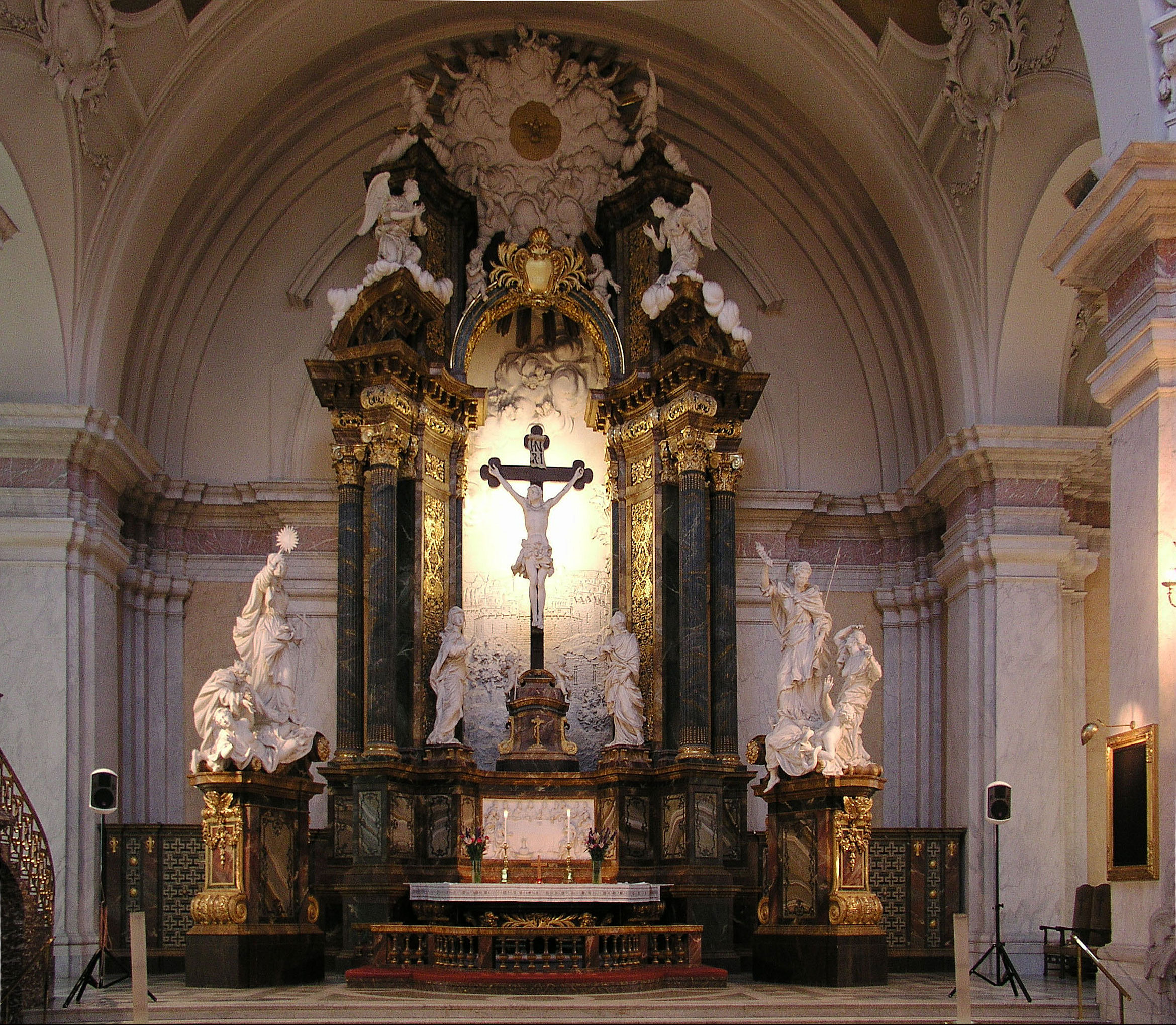
L'ancien retable de la Cathédrale d'Uppsala, actuellement en cours de Gustav Vasa Église, Stockholm

Burchard Precht est né en 1651, à Brême, en Allemagne,.

## Vie personnelle
Son fils Christian Precht (1706 – 1779) était un orfèvre et concepteur de motifs chinois qui est crédité de l'introduction du style Rococo en Suède. Il a un autre fils, Burchard Precht (dit le Jeune). Burchard Precht est mort le 26 février 1738 à Stockholm en Suède. Une médaille a été frappée en son honneur la même année.